# Brachyolene albostictica
Brachyolene albostictica là một loài bọ cánh cứng trong họ Cerambycidae.